# Csanyik
A Csanyik-völgy Miskolcnak a Lillafüred felé eső részén fekszik. Nevét a középkori Csenik településről kapta, amit 1313-ban említenek először, ekkor István nádor a diósgyőri pálos kolostornak adományozta. 1355-ben már királyi vadaskert működött a Csanyik-völgyben. A szőlőtermesztő falu a 15–16. század fordulóján elnéptelenedett. 
Ma a Csanyik-völgy népszerű kirándulóhely. Területe 105 801 m², ezzel Miskolc második legnagyobb egybefüggő zöldterülete a több, mint kétszer ekkora Tapolca-Hejőliget után. Itt található a Vadaspark.
A rendszerváltás előtt KISZ-tábor működött a Csanyikban, ezt követően sokáig Tüdőszanatórium működött a területén és épületeiben.
Nyári ünnepnapokon (például május 11., a város ünnepe) különböző rendezvényeket tartanak itt.
Az 5-ös és a 15-ös busz egyik megállója, 2013 nyarától az Állatkerthez ZOO Busz is szállítja az utasokat.